# 朱芳慧
朱芳慧，臺灣戲曲研究者，著有《當代戲劇鑑賞與評論》、《跨文化戲曲改編研究》、《當代戲曲新觀點》、《游藝戲曲－淺論中國戲曲的演進與發展》、《Frauenrollen in der Chinesischen Oper und im Westlichen Theater》（德文）、《Die Frauenrolle in der Chinesischen Oper》（德文，博士論文）專書與期刊論文數十篇等。
目前任教國立成功大學藝術研究所、戲劇碩士學位學程專任教授，曾任成功大學藝術所所長、藝術中心演藝組組長。
幼年進中華民國空軍大鵬劇藝實驗學校，學習京劇表演藝術，攻習旦行。畢業後進入空軍藝工大隊大鵬國劇隊，擔任旦角演員。
自中國文化大學戲劇學系中國戲劇組畢業後，到奧地利維也納大學取得戲劇學博士學位。
回國後於世新大學、國立臺灣藝術大學、中國文化大學（中國戲劇學系）擔任副教授。
曾任國立國光劇團演出組組長、藝術總監（1995年創團以來第1位女性藝術總監）。
2001年榮獲90年全國傑出青年獎章。
1998年榮獲中國文藝協會中國文藝獎章國劇理論獎。
1982、1983年榮獲兩屆國軍文藝金像獎最具潛力演員獎。

## 外部連結
- 中國戲劇學系朱芳慧副教授《游藝戲曲》深入淺出演繹中國戲曲[永久]

| 前任： 朱楚善 | 國立國光劇團藝術總監 2001年－2002年 | 繼任： 王安祈 |